# Anton Ferdinand
Anton Ferdinand, né le 18 février 1985 à Peckham (Londres), est un ancien footballeur anglais qui évoluait au poste de défenseur.
Il est le frère cadet de Rio Ferdinand et le cousin de Les Ferdinand.

## Biographie
Anton Ferdinand était l'un des cadres principal de West Ham United, en 2007 il devient le capitaine de cette équipe.
Anton a fait quelques apparitions dans la sélection anglaise espoir.
En 2008 il quitte West Ham United pour rejoindre Sunderland AFC pour près de 10 millions d'euros.
Trois ans plus tard il s'engage aux QPR, nouveau venu en Premier League, lors des derniers instants du mercato d'été. Fin janvier 2013, il est prêté pour le reste de la saison à Bursaspor. En août 2013, il résilie son contrat.
Il signe en août 2013 pour 3 saisons pour le club turc de Antalyaspor.
Le 11 août 2014, il s'engage pour deux saisons avec le Reading FC.
Le 27 août 2016 il s'engage avec Southend United FC.

## Palmarès
- West Ham
  - Finaliste de la Coupe d'Angleterre en 2006.

### Distinctions personnelles
- Joueur du mois de Premier League en janvier 2006.